# 高玄院
高玄院 （こうげんいん、慶長5年（1600年）-  正保元年9月10日（1644年10月10日））は、江戸時代前期の人物。吉川広正の正室。父は毛利輝元。毛利秀就の妹にあたる。高玄院は院号で、名は竹姫（たけひめ）。

## 生涯
慶長5年（1600年）、毛利輝元の長女として生まれた。母は側室・ 二の丸殿（児玉元良の娘）。
元和2年（1616年）7月19日、周防国岩国領主・吉川広正（吉川広家の嫡子）と婚姻した。広正との間には、長女・夏姫（徳大寺公信室）、長男・広嘉、次男・ 就紀をもうけた。
正保元年（1644年）9月10日、岩国において死去した。法名は高玄院殿超誉珠栄大姉、墓所は岩国市横山。